# MG-262
A MG-262 é uma rodovia brasileira do estado de Minas Gerais. Pela direção e sentido que ela percorre, é considerada uma rodovia transversal.
Com 75,8 km de extensão, é toda pavimentada e liga a  MG-326, em Ponte Nova, à BR-356 em Mariana, passando pelo município de Acaiaca.

## Turismo
A rodovia faz parte dos circuitos turísticos do Ouro, na região metropolitana de Belo Horizonte, e das Serras de Minas, na Zona da Mata.